# Le Moustier
Le Moustier è un sito archeologico, costituito da due ripari rocciosi, vicino al villaggio di Peyzac-le-Moustier nella Nuova Aquitania, scavato per la prima volta nel 1863 dall'inglese Henry Christy e dal francese Édouard Lartet, noto per avere dato il nome al periodo archeologico musteriano. Qui sono stati ritrovati due scheletri di ominidi della specie Homo neanderthalensis.
Il sito ha dato il nome ad una delle fasi in cui viene suddiviso il paleolitico medio, il Musteriano.